# 銀建國際實業
銀建國際實業有限公司（港交所：0171）是一家在香港交易所上市的金融公司，其前身為國際實業有限公司，是在1960年成立的，並同年在香港交易所上市。主要業務是物業投資、證券買賣及於澳門提供處置不良資產之顧問服務。
公司在香港註冊，主席為陳孝周。2004年純利為HKD 404,975,000 。